# Hello Stranger (websérie)
Hello Stranger (às vezes estilizada como Hello, Stranger) é uma websérie filipina de 2020 estrelada por Tony Labrusca e JC Alcantara.
Dirigida por Petersen Vargas e produzida pela Black Sheep Productions, a série estreou no YouTube e no Facebook a 24 de junho de 2020, sendo emitida às quartas-feiras às 20h30 PST.   Terminou no dia 19 de agosto de 2020 e está disponível para streaming na plataforma iWantTFC.  A série foi também disponibilizada no catálogo Netflix das Filipinas a10 de maio de 2021.

## Enredo
No meio de confinamentos provocados pela pandemia COVID-19 nas Filipinas, dois alunos da Adamson University estão prestes a se cruzar para um projeto escolar. Mico (JC Alcantara), um estudante universitário nerd, é forçado a aliar-se ao craque do basquete Xavier (Tony Labrusca) para uma apresentação de um poema para a disciplina de Literatura. Apesar das suas diferenças, os dois rapazes conseguem formar um vínculo improvável que vai além da amizade devido às suas suas várias interações online.

## Elenco

### Principal
- Tony Labrusca como Xavier de Guzman
- JC Alcantara como Mico Ramos

### Secundário
- Vivoree Esclito como Kookai Yambao
- Patrick Quiroz como Seph Policarpio
- Miguel Almendras como Junjun Sandico
- Gillian Vicencio como Crystal Santos
- Meann Espinosa como Prof. Kristine Moran e como voz da mãe de Mico

## Produção
A 14 de junho de 2020, a Black Sheep Productions, uma divisão da ABS-CBN Films, apresentou um teaser sobre o lançamento de sua primeira yaoi no auge da popularidade de 2gether: The Series, uma série yaoi tailandesa. Petersen Vargas, que também dirigiu 2 Cool 2 Be 4gotten, Lisyun Qng Geografia e Hanging Out, foi nomeado o diretor da websérie.  Tony Labrusca estava entre os primeiros nomes apontados para o elenco da série  juntamente com JC Alcantara, que interpretou o papel de Bogs em Halik.  Além de Labrusca e Alcantara, também foram anunciados para o elenco Gillian Vicencio, Vivoree Esclito, Patrick Quiroz e Miguel Almendras. 

## Recepção
O seu episódio piloto obteve mais de um milhão de visualizações nas plataformas digitais alguns dias depois de ter sido lançado em 24 de junho de 2020.  Antes do lançamento do seu oitavo e último episódio, a série acumulou mais de nove milhões de visualizações.  Em 16 de agosto de 2020, o elenco realizou a sua primeira conferência digital de fãs. 

## Filme
Uma longa-metragem que serviria como sequela para a websérie foi anunciada pelos seus atores principais durante a conferência de fãs ocorrida em 16 de agosto de 2020, e foi confirmada pela Black Sheep Productions com um tweet a afirmar "Não é um filme no Zoom, mas um filme real ao vivo!".   O filme foi lançado a 12 de fevereiro de 2021 na KTX, iWantTFC, TFC IPTV PPV, Sky Cable PPV e Cignal PPV.

## Banda sonora
| Título da música                      | Artista                    | Ref.   |
| ------------------------------------- | -------------------------- | ------ |
| Kahit Na Anong Sabihin Ng Iba         | Seth Fedelin               | [ 13 ] |
| Kahit Na Anong Sabihin Ng Iba (cover) | Tony Labrusca JC Alcantara | [ 11 ] |